# Canton d'Haubourdin
Le canton d'Haubourdin est un ancien canton français, située dans le département du Nord et la région Nord-Pas-de-Calais.
Le canton d'Haubourdin faisait partie de la cinquième circonscription du Nord, à l'exception de la commune de Loos qui faisait partie de la première circonscription du Nord.

## Composition
Le canton d'Haubourdin regroupait les communes suivantes :
| Nom                    | Code Insee | Codepostal | Superficie (km2) | Population (dernière pop. légale) | Densité (hab./km2) |
| ---------------------- | ---------- | ---------- | ---------------- | --------------------------------- | ------------------ |
| Haubourdin (chef-lieu) | 59286      | 59320      | 5,31             | 14 498 (2012)                     | 2 730              |
| Emmerin                | 59193      | 59320      | 4,91             | 3 210 (2012)                      | 654                |
| Loos                   | 59360      | 59120      | 6,95             | 21 176 (2012)                     | 3 047              |
| Santes                 | 59553      | 59211      | 7,57             | 5 697 (2012)                      | 753                |
| Wavrin                 | 59653      | 59136      | 13,55            | 7 626 (2012)                      | 563                |

## Représentation
| Période           | Identité                                  | Parti        | Qualité |
| ----------------- | ----------------------------------------- | ------------ | --- |
| 1833-1837         | Pierre Lorain fils                        |              | Avocat, Député du Nord (1830-1831), Conseiller municipal de Lille (1830-1837), Conseiller général du Nord du Canton de Lille-Sud-Ouest (1833-1837), Conseiller général du Nord (1830-1833). |
| 1848-1858         | Comte Edmond d'Hespel (1828-1902)         | Droite       | Propriétaire, Maire d'Haubourdin (1864-1870). |
| 1858-1880         | Comte Octave d'Hespel (fils du précédent) | Centre droit | Député du Nord (1871-1876), Sénateur du Nord (1876-1879) Propriétaire du château et Maire de Wavrin (1855-1885).                                                                            |
| 1880-1885 (décès) | Auguste Potié père                        |              | Agriculteur, Maire d'Haubourdin (1870-1876). |
| 1885-1892         | Edouard Billon                            | Droite       | Médecin, Maire de Loos, conseiller d'arrondissement. |
| 1892-1928         | Auguste Potié                             | Rad.         | Agriculteur, Maire d'Haubourdin (1896-1924), Sénateur du Nord (1903-1939), Président du Conseil général du Nord (1922-1928).                                                                |
| 1928-1934         | Pierre Delfortrie                         | Rad.         | Industriel Conseiller de la République (1946 -1948), Sénateur du Nord (1948-1952), Adjoint au maire d'Haubourdin.                                                                           |
| 1934-1940         | Eugène Dereuse                            | SFIO         | Cafetier Maire de Lomme (1919-1944) Député (1936-1941) |
|                   |                                           |              | |
| 1945-1982         | Arthur Notebart                           | SFIO puis PS | Représentant de commerce Député (1951-1958 et 1962-1987) Maire de Lomme (1947-1990) Président de la Communauté Urbaine de Lille (1971-1989) Elu en 1988 dans le Canton de Lomme             |
| 1982-1994         | Bernard Davoine                           | PS           | Enseignant de collège Député de 1993 à 2002 Maire de Wavrin |
| 1994-2015         | Daniel Rondelaere                         | PS           | Enseignant Maire de Loos (1992-2014) |

### Conseillers d'arrondissement de 1833 à 1940
| Période   | Période | Identité                                                              | Étiquette    | Qualité |
| --------- | ------- | --------------------------------------------------------------------- | ------------ | --- |
| 1833      | 1848    | Romain Séraphin Joseph Marie, Comte d'Hespel de Guermanez (1762-1858) |              | Maréchal de camp, propriétaire à Haubourdin, ancien chef de bataillon de la Garde nationale                                                     |
|           |         |                                                                       |              | |
| 1877      | 1885    | Édouard Billon                                                        | Droite       | Médecin, maire de Loos |
| juin 1885 |         | Comte Edmond d'Hespel                                                 | Conservateur | Secrétaire général de la Préfecture du Nord, maire d'Haubourdin, ancien conseiller général                                                      |
|           |         |                                                                       |              | |
| 1895      | 1901    | Amédée Platel (1844-1922)                                             | Libéral      | Docteur en droit, agriculteur-distillateur, membre de la jeunesse catholique Maire d'Hallennes-lez-Haubourdin                                   |
| 1901      | 1907    | Louis Gruyelle                                                        | Républicain  | Pharmacien à Haubourdin |
| 1907      | 1913    | Gustave Jolivet                                                       | Radical      | Propriétaire, maire de Lomme |
| 1913      | 1919    | Eugène Dereuse                                                        | SFIO         | Cafetier à Lomme |
| 1919      | 1925    | Édouard Liagre-Rose (1876-1959)                                       | Républicain  | Directeur de brasserie à Haubourdin |
| 1925      | 1934    | Eugène Dereuse                                                        | SFIO         | Cafetier Maire de Lomme (1919-1944) |
| 1934      | 1940    | César Choquet (1876-1962)                                             | SFIO         | Haleur de péniche, marchand de charbons, employé de coopérative puis jardinier à la ville de Lille Maire d'Hallennes-lez-Haubourdin (1935-1944) |
| 1940      |         |                                                                       |              | Les conseils d'arrondissement ont été suspendus par la loi du 12 octobre 1940 et n'ont jamais été réactivés                                     |

## Démographie
| 1962   | 1968   | 1975   | 1982   | 1990   | 1999   | 2006   | 2011   | 2012   |
| ------ | ------ | ------ | ------ | ------ | ------ | ------ | ------ | ------ |
| 41 121 | 44 403 | 47 876 | 49 068 | 50 290 | 51 470 | 51 942 | 51 663 | 52 207 |